# Jorge Pozzobom
Jorge Cladistone Pozzobom (Santa Maria, 30 de maio de 1970) é um advogado e político brasileiro filiado ao PSDB. Foi prefeito do município de Santa Maria (Rio Grande do Sul) de 1° de janeiro de 2017 até 1° de janeiro de 2025, período este em que seu então vice, Rodrigo Decimo, assumiu o cargo.

## Juventude e formação
Jorge Cladistone Pozzobom nasceu dia 30 de maio de 1970 em Santa Maria, filho caçula de Albino Pozzobom e Maria Thereza, família descendente de italianos. Como adolescente, chegou a ser viciado em drogas, problema que a superação atribuiu ao relacionamento com a família, tal fez com que inicialmente quisesse ser psiquiatra, porém decidiu cursar direito.
Em 1994, ele entrou na Universidade Federal de Santa Maria, em 1995, exerceu estágio com o advogado Edson Domingues, um dos fundadores do PSDB local, mais tarde se interessou na legenda e se filiou. No ano de 2000, ele se formou em direito na mesma universidade, ano que decidiu ser candidato a vereador pelo PSDB na eleição municipal.

## Vida política

### Vereador
Pozzobom começou sua carreira na política como suplente de vereador em Santa Maria, em 2000. Em 2004, conseguiu ser eleito vereador. Em 2006, deixou o cargo de vereador para concorrer à Câmara Federal, ficando na suplência.

### Secretário estadual e municipal
Em 2008, ele foi empossado como secretário-geral adjunto na pasta de Governo na gestão Yeda Crusius, como adjunto cuidou da articulação na região de Santa Maria e defendeu a governadora contra acusações da oposição.
Em 2009, ele foi escolhido pelo prefeito Cezar Schirmer para ser o Secretário Municipal de Integração Regional. Como secretário ele buscou viabilizar a construção de nova UPA, presidio estadual e de um hospital regional.

### Deputado estadual
Já em 2010, concorreu à Assembleia Legislativa, e foi eleito deputado estadual. Exerceu o cargo de líder da bancada tucana e foi oposição à Gestão Tarso Genro.
Nas eleições de 2012, Pozzobom candidatou-se a prefeito de Santa Maria, utilizou se histórico como deputado estadual e secretário para se viabilizar como candidato porém, nas pesquisas, ficou abaixo de Cezar Schirmer e Helen Cabral do PT. Foi derrotado por Cezar Schirmer, do PMDB, reeleito.
Em 2014, foi reeleito deputado estadual com 48.244 votos, sendo o segundo mais votado do PSDB. Integrou a base da Gestão Sartori, porém foi critico do parcelamento de salários do funcionalismo público, sugerindo a intensificação do processo de ajuste fiscal como solução.

### Prefeito de Santa Maria
Em 30 de outubro de 2016, foi eleito Prefeito de Santa Maria, numa disputa acirrada e apertada, ganhando com 50,08% dos votos válidos, totalizando 73.003 votos, contra 49,92% dos votos válidos, totalizando 72.777 votos de Valdeci Oliveira, do Partido dos Trabalhadores. conseguindo uma histórica diferença de 226 votos. Foi também a primeira vez que a Cidade de Santa Maria obteve um 2º Turno em uma Eleição Municipal.
Em 2020, Jorge Pozzobom foi reeleito no segundo turno, derrotando seu vice Sergio Cechin do PP.

## Vida pessoal
Jorge Pozzobom é católico, possui dois irmãos mais velhos, o palestrante Carlos Pozzobom e o vereador Admar Pozzobom, é casado com a funcionária pública federal Janice Borgado desde 1999 e possui duas filhas, Victoria e Rafaela. Também é torcedor do Internacional de Porto Alegre e do Riograndense Futebol Clube.

## Desempenho em eleições
| Ano  | Eleição                       | Coligação                                                      | Partido | Candidato a       | Votos                                               | Resultado       |
| ---- | ----------------------------- | -------------------------------------------------------------- | ------- | ----------------- | --------------------------------------------------- | --------------- |
| 2000 | Municipal de Santa Maria      | Mudar pra Melhor (PMDB / PSDB)                                 | PSDB    | Vereador          | 1.393 (1,17%)                                       | Não eleito      |
| 2004 | Municipal de Santa Maria      | Gente Segura Gente Feliz (PSDB / SD / PRB)                     | PSDB    | Vereador          | 5.120 (3,74%)                                       | Eleito          |
| 2006 | Estadual no Rio Grande do Sul | União Rio Grande Afirmativo                                    | PSDB    | Deputado federal  | 35.896 (0,65%)                                      | Não eleito      |
| 2010 | Estadual no Rio Grande do Sul | Grande Rio Grande (PRB / PSL / PSC / PPS / PHS / PSDB / PTdoB) | PSDB    | Deputado estadual | 33.474 (0,59%)                                      | Eleito          |
| 2012 | Municipal de Santa Maria      | Avança Santa Maria (PRP / PSDB / PSD)                          | PSDB    | Prefeito          | 26.202 (17,40%)                                     | Não eleito      |
| 2014 | Estadual no Rio Grande do Sul | Esperança por um Rio Grande melhor (PSDB / SD / PRB)           | PSDB    | Deputado estadual | 48.244 (0,86%)                                      | Eleito          |
| 2016 | Municipal de Santa Maria      | Agora é a vez da Mudança (PSDB / PP / PR / DEM / PROS)         | PSDB    | Prefeito          | 1º turno: 43.037 (29,20%) 2º turno: 73.003 (50,08%) | Eleito 2º turno |
| 2020 | Municipal de Santa Maria      | Em Frente, Santa Maria! (PSDB / PSL / DEM / PTB / PODE / PTC)  | PSDB    | Prefeito          | 1º turno: 33.080 (24,9%) 2º turno: 71.927 (57,3%)   | Eleito 2º turno |